# Kindattu
Kindattu (𒆠𒅔𒁕𒌅, ki-in-da-tu) i també Kindadu, que va regnar cap al 2000 aC segons la cronologia mitjana, va ser rei d'Elam. Era el sisè rei de la dinastia anomenada de Simaixki, quan governava la Tercera dinastia d'Ur en aquella ciutat de la baixa Mesopotàmia. El seu nom es menciona a una llista de reis elaborada per Silkhak-Inxuixinak, rei d'Elam cap a l'any 1150 aC.
Pel que sembla, Kindattu va atacar la ciutat d'Ur, potser el 2004 aC, i va capturar Ibbi-Sin, l'últim rei de la Tercera dinastia d'Ur. Els elamites van saquejar la ciutat i s'hi van establir, fins que Ixbi-Erra, rei de Sumer i el primer d'aquell país de la dinastia d'Isin, els va derrotar i els va expulsar.
Es conserven dos poemes anomenats Lamentació per Ur i Lamentació per Sumer i Ur, on es descriuen les destruccions que els elamites van dur a terme a la ciutat. Parlen de la destrucció dels temples, i de l'assassinat massiu dels seus habitants.